# Рабочий объём (в гидроприводе)
Рабочий объём (в гидроприводе) — объём рабочей жидкости, нагнетаемой объёмным насосом или расходуемой объёмным гидромотором за один цикл работы гидромашины (например, за один оборот вала).
Подача насоса или расход гидродвигателя связан с рабочим объёмом следующим соотношением (без учёта утечек):
{\displaystyle Q_{H}=q_{0}\cdot n\cdot k}
где {\displaystyle Q_{H}} — номинальная подача насоса (для гидродвигателя — номинальный расход рабочей жидкости), {\displaystyle q_{0}} — рабочий объём гидромашины; n — количество циклов работы гидромашины за единицу времени (например, частота вращения вала); k - кратность работы гидромашины, то есть количество циклов нагнетания и всасывания за один оборот вала.